# El Quer (Gurb)
El Quer és una masia de Gurb (Osona) inclosa a l'Inventari del Patrimoni Arquitectònic de Catalunya.

## Descripció
Es tracta d'un conjunt de tres cossos de planta quadrada amb coberta a dues vessants, que responen a les diferents èpoques constructives de l'edifici. El cos central està format per dos pisos de porxos, que més tard varen ser convertits en finestres; el cos de ponent seria el sector residencial de la masia, del qual destaca una gran balconada oberta al segle xviii, a la manera tradicional. L'altre cos correspon a la masoveria i té una estructura totalment eclèctica i funcional. Seria l'element més nou de l'edifici (segle XX).

## Història
Algunes de les dates que trobem gravades a les llindes de les finestres (1762, 1805, 1711) ens indiquen que la masia ha sofert diferents etapes constructives i, evidentment, força modificacions. Malgrat tot, aquesta masia correspondria a l'època de major creixement demogràfic del municipi, en la que es realitzen la majoria de masies.